# Travelling (álbum de Roxette)
Travelling: Songs from Studios, Stages, Hotelrooms & Other Strange Places (en español: "Viajando: Canciones de estudio, escenarios, cuartos de hotel y otros extraños lugares") es el título completo del noveno álbum grabado en estudio del dúo sueco de música pop Roxette, publicado al mercado el día 26 de marzo del 2012 por el sello discográfico EMI.
Originalmente este álbum iba a ser titulado "Tourism 2", ya que el disco es una secuela directa del álbum publicado en 1992 del mismo nombre. El título del álbum pasó por varias revisiones antes de su lanzamiento—incluyendo los títulos tentativos de "2rism" y el de, "T2"—pero por la insistencia de la Discográfica EMI, se optó por no usar de nuevo, como título del álbum, el nombre "tourism" ya que la disquera afirmaba que "Los títulos con números no son buenos".
El álbum entró en la lista de los diez más populares en cuatro países, entre ellos Suecia y Alemania, y fue precedido por el primer sencillo promocional, el tema "It's Possible", lanzado el 2 de marzo de 2012.
Este álbum tiene la misma tónica que el de "Tourism", es decir, es un álbum híbrido que está entre ser en parte un álbum grabado en estudio; pero que también contiene canciones que fueron interpretadas y grabadas en directo en algunos conciertos e incluso algunas de ellas están grabadas en cuartos de hotel y otras en durante pruebas de sonido antes de la realización de un concierto.

## Información sobre las canciones
Al igual que el álbum original "Tourism", "Travelling" coincide con su predecesor ya es un álbum híbrido que ofrece una mezcla de canciones grabadas, si se quiere, en circunstancias diferentes unas de otras... tenemos pues por ejemplo dos canciones nuevas y re-funcionamientos de más material inédito compuesto en álbumes anteriores, actualizadas en las grabaciones, mezclas para el álbum "Travelling"; canciones viejas; pero nunca publicadas en un álbum oficial de Roxette, sino que aparecieron originalmente en su momento como Lados-B en discos sencillos de otras canciones. 
El tema titulado "See Me", que originalmente era una canción que quedó descartada de las sesiones de grabación del álbum de "Crash! Boom! Bang!" y publicada luego como el Lado-B en el sencillo de "Salvation", aparece en este álbum de "Travelling" en una "grabación totalmente nueva, con la excepción de la voz de Marie", mientras que el tema titulado "Turn of the Tide" es una canción que fue escrita (compuesta; pero no grabada) durante las sesiones de grabación o preproducción del álbum "Have a Nice Day" en 1998; pero la canción viene a ser grabada por primera vez durante las sesiones de grabación itinerantes que Roxette hizo mientras realizaban el Tour 2011-2012 en un Estudio de Sun City (Sudáfrica). La canción "Touched by the Hand of God" fue originalmente el tema que le iba a dar título al su álbum de estudio anterior, "Charm School".
El álbum también contiene la pieza titulada "The Weight of the World", que apareció por primera vez publicada como el Lado-B en el sencillo de "A Thing About You" en 2002, y también se incluye una nueva versión de "Perfect Excuse", un tema que originalmente es del repertorio de Per Gessle como cantante solista y aparece en su álbum "Party Crasher" publicado en 2008, salvo que en esta nueva versión para "Travelling" la parte vocal está a cargo de Marie Fredriksson y Helena Josefsson y no de Per Gessle como tal, ¡De hecho!, este tema será la primera canción en toda la historia de Roxette no cuenta con ninguna de las voces de apoyo por parte de Per Gessle, quien explicó que "Siempre quise oír Marie cantar esa canción, porque es hermosa. En mi álbum, estoy yo cantando los versos (en voz principal) y Helena haciendo las voces de apoyo y en ésta nueva versión solamente están Marie y Helena cantando. Es... muy diferente a la original".
El álbum también cuenta con tres canciones que fueron grabadas en directo, incluyendo dentro de estas tres una versión en vivo del tema "She's Got Nothing On (But the Radio)", grabado en Río de Janeiro, Brasil, el 16 de abril de 2011, así como también una nueva interpretación en versión rock del famoso tema de "Stars", que fue grabada durante una prueba de sonido realizada horas antes de que Roxette diera un concierto en Dubái el 20 de mayo de 2011 y finalmente encontramos una versión orquestal sinfónica de "It Must Have Been Love" grabada de su recital "Night of the Proms", efectuado en Róterdam en 2009.

## Lista de canciones
Todas las canciones escritas y compuestas por Per Gessle, except "See Me" composed by Marie Fredriksson. 
| N.º | Título                                                                                           | Duración |  |
| 1.  | «Me & You & Terry & Julie»                                                                       | 3:45     |  |
| 2.  | «Lover, Lover, Lover»                                                                            | 3:59     |  |
| 3.  | «Turn of the Tide»                                                                               | 4:10     |  |
| 4.  | «Touched by the Hand of God»                                                                     | 3:48     |  |
| 5.  | «Easy Way Out»                                                                                   | 3:38     |  |
| 6.  | «It's Possible» (versión uno)                                                                    | 2:38     |  |
| 7.  | «Perfect Excuse» (nueva versión - voces de Marie Fredriksson y Helena Josefsson)                 | 3:40     |  |
| 8.  | «Excuse Me, Sir, Do You Want Me to Check on Your Wife?»                                          | 4:15     |  |
| 9.  | «Angel Passing»                                                                                  | 2:46     |  |
| 10. | «Stars» (versión rock en directo, prueba de sonido, Dubái, 20 de mayo de 2011)                   | 3:35     |  |
| 11. | «The Weight of the World» (versión vocal up mix)                                                 | 2:52     |  |
| 12. | «She's Got Nothing On (But the Radio)» (versión en directo, Río de Janeiro, 16 de abril de 2011) | 4:41     |  |
| 13. | «See Me» (nueva versión / viejas voces de Marie, 2009)                                           | 3:48     |  |
| 14. | «It's Possible» (versión dos)                                                                    | 2:44     |  |
| 15. | «It Must Have Been Love» (versión orquestal, en Night of the Proms, Róterdam, 2009)              | 4:17     |  |

- Bonus tracks solo para iTunes

| iTunes only bonus track |                                                               |          |  |
| N.º                     | Título                                                        | Duración |  |
| 16.                     | «Lover, Lover, Lover» (Tits & Ass Demo, 10 de agosto de 2011) | 3:00     |  |

- Álbum "Travelling" (edición LP)[9]

| Vinyl edition |                                                                  |          |  |
| N.º           | Título                                                           | Duración |  |
| 16.           | «Me & You & Terry & Julie» (Tits & Ass Demo, 9 de junio de 2011) |          |  |
| 17.           | «Charm School» (Tits & Ass Demo, 10 de septiembre de 2009)       |          |  |

## Posicionamiento
| Listas (2012)                    | Posición |
| -------------------------------- | -------- |
| Argentina (CAPIF)                | 5        |
| Austria (Ö3)                     | 15       |
| Belgium (Flanders) (Ultratop 50) | 78       |
| Czech Republic (IFPI)            | 8        |
| Denmark (Tracklisten)            | 30       |
| Finland (Mitä Hitti)             | 27       |
| Germany (Media Control)          | 7        |
| Hungría (Mahasz)                 | 34       |
| Países Bajos (MegaCharts)        | 32       |
| Noruega (VG-Lista)               | 36       |
| España (PROMUSICAE)              | 32       |
| Suecia (Sverigetopplistan)       | 7        |
| Switzerland (Hitparade)          | 12       |
| United Kingdom (OCC)             | 143      |